# Mărcăuți, Briceni
Mărcăuți este satul de reședință al comunei cu același nume  din raionul Briceni, Republica Moldova.

## Istorie
Saul Mărcăuți apare pentru prima dată în documente în anul 1554, cu toponimul „Fântâna lui Marco”:
„Suret de pe ispisocu vechiu, pe sârbie, de la Alexandru voievod, scris de Dumitro Vascanovici, în Iași, din let 7062 <1554> april 27.

Cu mila lui Dumnezeu, noi Alexandru voievod, domn Țării Moldovei. Înștiințare facem, prin această carte a noastră, tuturor cui vor căuta spre dânsa ori cetindu-să o vor auzi-o, iată au venit înaintea noastră și înaintea tuturor boierilor noștri al Moldovei Odochia, fata lui Negrilă pârcălabu, de a ei bunăvoie, de nimeni silită, nici asuprită, și u vândut a sa dreaptă ocină, din uric de danie ce au avut părintele ei, Negrilă pârcălabu, de la părintele domnii mele Bogdan voievod, o giumătate dintr-o siliște, pe Drabiște, giumătate, pe din gios, anumi Băseni, pe din gios de Fântâna lui Marco, slugilor noastre, lui Petrice Cârmă și fraților săi, lui Dumitro, și lui Toader și lui Nicora, drept trei sute zloți tătărăști.”

## Demografie

### Structura etnică
Structura etnică a satului conform recensământului populației din 2004:
| Grup etnic         | Populație | % Procentaj |
| ------------------ | --------- | ----------- |
| Moldoveni / Români | 820       | 52,2%       |
| Ucraineni          | 654       | 41,63%      |
| Ruși               | 92        | 5,86%       |
| Găgăuzi            | 3         | 0,19%       |
| Alții              | 2         | 0,13%       |
| Total              | 1.571     | 100%        |